# Пономарёв, Владимир Александрович
Владимир Александрович Пономарёв (род. 11 августа 1977, Ульяновск),  творческий псевдоним Plemiash, — режиссёр анимационных фильмов, художник-аниматор, автор открыток, комиксов.

## Биография
Художником начал работать в 1996 году в детском журнале комиксов «Арбуз».
С 2004 по 2006 год работал художником-постановщиком и аниматором на студии «Тема» над анимационным сериалом для детей «Волшебные холмы».
В 2006 году начал работу над анимационным сериалом для подростков «Re-анимация» целью которого была борьба с наркотиками.
В 2007 году был приглашён на должность режиссёра в компанию Videosnack, где под его руководством было выпущено более 40 анимационных фильмов.
В 2008 году совместно с Павлом Мунтяном основывает студию Toonbox, где за тринадцать лет было выпущено более 400 фильмов, отмеченных многими призами, дипломами и наградами.
Участник фестиваля «КомМиссия». В 2009 году при поддержке оргкомитета фестиваля, была издана книга комиксов «Пази и Каропка».
27 октября 2018 года одним из первых получает паспорт Виртуального государства Фриленд.

## Фестивали и награды
- 2008 — Винницианский фестиваль (г. Винница), в номинации «Авторский ролик» за мультфильм «Настоящие приключения Белки и Стрелки»[1].
- 2009 — Russian Flash Awards, победитель в номинации «Мультипликация» за сериал «Три брата Акробата»[2].
- 2010 — XV Открытый российский фестиваль анимационного кино, приз за лучшую работу в области прикладной анимации за эпизод «Раскольников» из сериала «История могла бы пойти по-другому» режиссёру Владимиру Пономарёву[3].
- 2012 — XVII Международный фестиваль детского анимационного кино «Золотая рыбка», Геленджик: приз зрительских симпатий — Сериал «Куми-Куми»[4].
- 2017 — 22 Открытый Российский Фестиваль анимационного кино в Суздале: в категории «Лучший сериал» диплом «За художественную выразительность» — «Самый главный начальник» (сериал «Котики, вперед!») реж. Владимир Пономарёв[5].
- 2019 — XXIV Открытый Российский фестиваль анимационного кино в Суздале. Приз за лучший сериал, эпизод «Потерянный сон. Машина времени» (сериал «Новые Куми-Куми»), реж. Владимир Пономарёв.

## Фильмография
- Студия Toonbox (2008—2021). Основатель, художественный руководитель.
  - Сериал Take My Muffin, автор идеи, художник персонажей, режиссёр, сценарист
  - Анимационный клип «Идиот» для Вячеслава Бутусова и группы «Орден Славы», режиссёр, сценарист
  - Анимационный клип «Arriba» для совместного проекта «Little Big» и « Clean Bandit», режиссёр, художник персонажей
  - Сериал «Котики, вперед!» — автор проекта, режиссёр, художник персонажей
  - Сериал «Mr. Freeman» — автор графического образа персонажа, графической концепции, режиссёр, художник-постановщик[6]
  - Сериал «Куми-Куми» — автор проекта, режиссёр, сценарист, художник персонажей, актёр озвучивания Джуга, Шумадан
  - Сериал «Фиксики» — режиссёр флэш-вставок
  - Сериал «Настоящие приключения Белки и Стрелки» — режиссёр, художник персонажей, художник-постановщик
  - Сериал «История могла бы пойти по-другому» — режиссёр, сценарист, художник персонажей, художник-постановщик
  - Сериал «Новые возможности семёрки» — режиссёр, сценарист, художник персонажей, художник-постановщик
  - Сериал «Три брата Акробата» — режиссёр, сценарист, художник персонажей, художник постановщик
- Компания VideoSnack (2007—2008). Режиссёр, художник персонажей, художник-постановщик.
  - City Victims
  - Сериал «Спиногрызы»
  - Сериал «Chick Stories»
  - Сериал «Sexisodes»
- Проект «Ре-анимация» (2006—2007) — антинаркотический сериал для подростков. Художник по фонам, художник-постановщик, аниматор.
  - Мозг и печёнка
  - Миха и Бумер
  - Анимационный клип «Маленькая девочка» на песню гр. «Крематорий»
  - Сгинь
  - Маленький принц
- Проект «Волшебные холмы» (2004—2006) — анимационный сериал для детей. Художник-постановщик, аниматор.